# Christopher Nkunku
Christopher Alan Nkunku (* 14. listopadu 1997 Lagny-sur-Marne) je francouzský profesionální fotbalista, který hraje na pozici ofensivního záložníka za anglický klub Chelsea FC a za francouzský národní tým.

## Klubová kariéra

### Paris Saint-Germain
Nkunku se v roce 2010 přesunul z RCP Fontainebleau do akademie týmu Paris Saint-Germain. Svůj profesionální debut za A-Tým odehrál 8. prosince 2015 v utkání skupinové fáze Ligy mistrů UEFA proti Šachtaru Doněck. Svůj debut v Ligue 1 pak odehrál 5. března 2016 v zápase proti Montpellier HSC. První gól za PSG vstřelil 7. ledna 2017 v utkání Coupe de France proti SC Bastii.
S Paris Saint-Germain získal několik titulů v domácí lize, poháru, ligovém poháru i superpoháru. V klubu odehrál napříč všemi soutěžemi celkem 78 utkání, ve kterých vstřelil 11 gólů, ke kterým přidal také 4 asistence.

### RB Lipsko
18. července 2019 přestoupil do německého klubu RB Leipzig, a to za 13 milionů eur. V klubu podepsal smlouvu na 5 let. Svůj debut odehrál 11. srpna v utkání DFB-Pokalu proti VfL Osnabrück. V Bundeslize odehrál první zápas přesně o týden později proti Unionu Berlin. V tomto utkání také vstřelil svůj první gól za Lipsko.
V sezoně 2019/20 pomohl Lipsku k historickému postupu do semifinále Ligy mistrů UEFA.

## Reprezentační kariéra
Nkunku se narodil ve Francii, avšak je konžského původu. Nkunku reprezentoval Francii v několika mládežnických kategoriích.

## Úspěchy a ocenění

### Paris Saint-Germain
- Ligue 1: 2015/16, 2017/18, 2018/19
- Coupe de France: 2015/16, 2016/17
- Coupe de la Ligue: 2016/17, Coupe de la Ligue 2017/18
- Trophée des champions: 2015, 2016, 2017, 2018

### Individuální
- Nejlepší jedenáctka sezóny Bundesligy podle kickeru – 2021/22,[6] 2022/23[7]